# Сент-Этьен
Сент-Этье́н (фр. Saint-Étienne [sɛ̃.t‿e.ˈtjɛn], окс. Sant Estève, франкопров. Sant-Etiève) — город и коммуна во Франции, административный центр департамента Луара региона Рона-Альпы. Население — 176,8 тыс. жителей (2004). Город носит имя святого Стефана, его жители называются стефануа (фр. stéphanois).

## История
С XVI века в Сент-Этьене развивалась оружейная промышленность. Во время Великой Французской революции Сент-Этьен был на короткое время переименован в Арм-Виль (фр. Armeville — «оружейный город»). С 1864 года здесь существовало оружейное предприятие «Manufacture d'armes de Saint-Étienne» (MAS), которое производило в разное время винтовки Lebel и MAS-36, револьверы Шамело-дельвинь, автоматы FAMAS и другое стрелковое оружие.  Позже город стал центром добычи угля, а в последнее время известен производством велосипедов.
Ещё в первой половине XIX века Сент-Этьен был небольшим городком с населением около 33 тыс. человек (в 1832 году), но уже к 1880-м годам благодаря промышленной революции и бурному росту индустрии число жителей достигло 110 тыс.

## Климат
| Показатель                    | Янв. | Фев. | Март | Апр. | Май  | Июнь | Июль | Авг. | Сен. | Окт. | Нояб. | Дек. | Год   |
| ----------------------------- | ---- | ---- | ---- | ---- | ---- | ---- | ---- | ---- | ---- | ---- | ----- | ---- | ----- |
| Средний суточный максимум, °C | 6,6  | 8,4  | 11,8 | 14,3 | 19,1 | 22,5 | 26,0 | 25,9 | 21,8 | 16,3 | 10,4  | 7,6  | 15,9  |
| Средняя температура, °C       | 2,7  | 4,0  | 6,8  | 9,3  | 13,4 | 16,7 | 19,3 | 19,1 | 16   | 11,7 | 6,4   | 3,6  | 10,7  |
| Средний суточный минимум, °C  | −0,6 | 0,2  | 1,8  | 3,7  | 7,9  | 10,9 | 13,2 | 13,1 | 10,1 | 7,0  | 2,5   | 0,6  | 5,9   |
| Норма осадков, мм             | 38,2 | 32,0 | 44,1 | 59,7 | 92,0 | 76,8 | 64,3 | 70,3 | 76,2 | 68,9 | 53,8  | 35,3 | 705,2 |
| Источник:                     |      |      |      |      |      |      |      |      |      |      |       |      |       |

## Культура
В городе расположены такие известные образовательные центры, как Университет имени Жана Монне, школа шахтёров, школа искусств, Национальная школа инженеров, Высшая коммерческая школа. Работают музеи современного искусства, шахт, промышленного искусства. Действуют театры «Комеди Сент-Этьен», «Планетарий», «Эспланада-Опера».

### Музеи
В городе есть несколько музеев.
- Музей искусства и промышленности посвящён истории города, и в особенности истории промышленности. В музее есть коллекция оружия и велосипедов, которые раньше производились в Сент-Этьене.
- Музей-шахта
- Музей современного искусства
- Музей городского транспорта Сент-Этьена и его региона — небольшой музей, посвящённый истории общественного транспорта города

## Спорт
В городе базируется футбольный клуб «Сент-Этьен», который десять раз становился чемпионом Франции. Домашний стадион клуба — «Жоффруа Гишар».

## Промышленность
В Сент-Этьене располагается компания Focal-JMLab, производящая аудиотехнику.

## Транспорт
Трамвай с 1881 года (как конная линия).

## Города-побратимы
- Ковентри, Великобритания, с 1955
- Вупперталь, Германия, с 1958
- Луганск, Украина, с 1959
- Феррара, Италия, с 1960
- Патры, Греция, с 1990
- Катовице, Польша, с 1994
- Банска-Бистрица, Словакия, с 2006
- Капан, Армения, с 2023